# Жолоб Літке

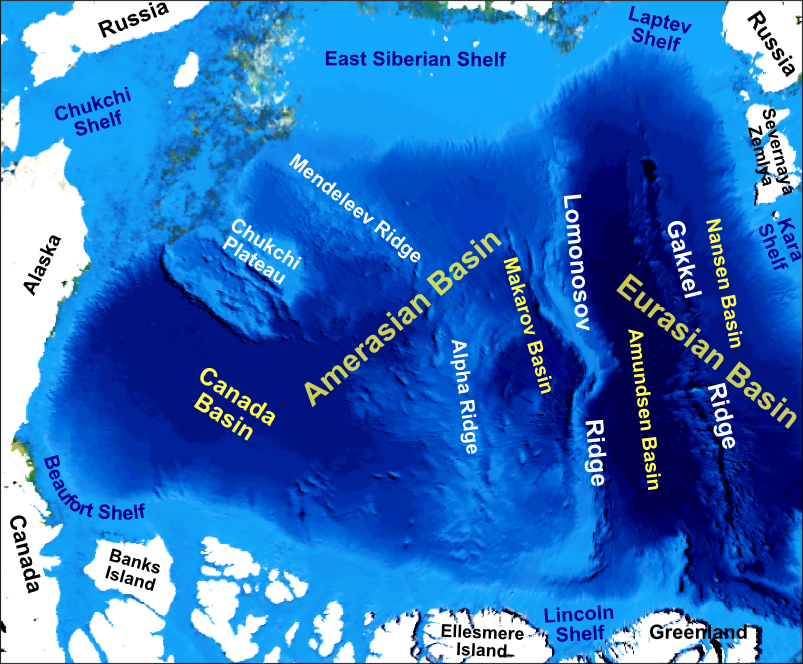
Основні батиметричні особливості Північного Льодовитого океану

Жолоб Літке — океанічний жолоб на північний схід від Гренландії, і близько 350 км північніше від Шпіцбергена, в Євразійському басейні, Північний Льодовитий океан. Найглибша точка у Північному Льодовитому океані — 5,449 м знаходиться у жолобі. Жолоб займає 20-те місце з найглибших жолобів світу.
Жолоб було знайдено і досліджено експедицією на криголамі «Федір Літке» у 1955 році.